# Klooster van de Grauwzusters (Lo)

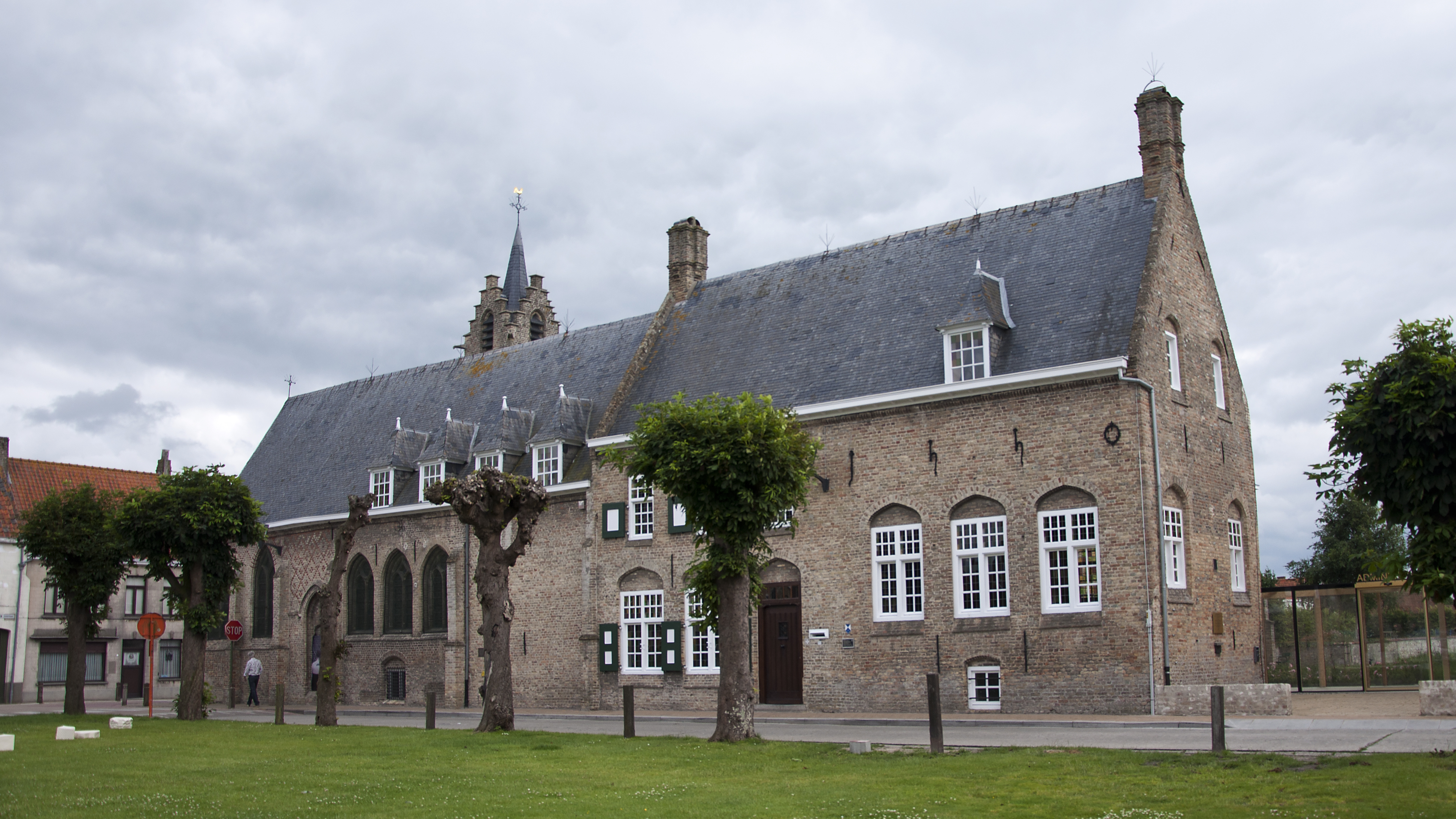
Het voormalig klooster van de grauwzusters

Het klooster van de grauwzusters in de Belgische plaats Lo is een voormalig klooster van de derde orde van de heilige Franciscus, in Vlaanderen gekend als de grauwzusters. De grauwzusters boden het klooster te koop aan aan het gemeentebestuur van Lo-Reninge toen nog twee zusters in het klooster verbleven. In 2007 werd beslist het klooster aan te kopen. Sinds 11 mei 2012 is het officieel ingehuldigd als nieuw gemeentehuis van de stad.

## De geschiedenis van het klooster
In 1492 werd het klooster gesticht, op initiatief van kanunnik de Vooght van het Sint-Walburga-kapittel van Veurne, en zuster Maria Poret, de eerste overste. Men kocht een huis en erf aan in de Zuidstraat te Lo in 1493. Keizer Maximiliaan I gaf in 1493 toestemming om er een kleine kapel, eetzaal, slaapplaats en toren met klok op te trekken. De kloosterlingen waren aanvankelijk in Lo aanwezig om de pest te bestrijden.
De toren was aanleiding voor een conflict tussen de proost van de proosdij (later geëvolueerd tot Sint-Pietersabdij) en de grauwzusters. De proost vond de toren te hoog. Het kwam tot een rechtszaak waarbij de rechters beslisten dat de zusters hun toren ongewijzigd mochten behouden als ze ieder jaar bij Pasen twee kippen schonken aan de proost. De toren werd in 1560 verbouwd, in 1579 verwoest en kleiner heropgebouwd.
Naast uitbreidingen in de 16e en 17e eeuw kreeg het klooster ook af te rekenen met schade en vernielingen tijdens godsdiensttroebelen in dezelfde periode. Een dieptepunt was de confiscatie in 1798 door de Franse revolutionairen. Een vertrouweling van de zusters, oud-burgemeester J.B. Ryon kocht de zwarte goederen op zodat de zusters die na het concordaat opnieuw konden terugkopen.
De grauwzusters stichtten in 1763 een school en als reactie op de inplanting van een gemeenteschool startten zij in 1836 met een katholieke jongensschool in de Zuidstraat.
Tijdens de Eerste Wereldoorlog werd Lo beschoten door de Duitsers waarbij de toren van het klooster het moest ontgelden. Het 17e-eeuwse hospitaal aan de oostzijde van de markt werd vernield en niet meer heropgebouwd. Wederopbouw en herstellingen van het klooster volgden in 1922-1926 waarbij de toren hoger werd opgetrokken naar het model van de stadhuistoren. De westvleugel werd historiserend gerestaureerd en aangepast.

## Activiteiten van de kloostergemeenschap
Tijdens de honderden jaren dat de zusters aanwezig waren in Lo verzorgden zij zieken aan huis, leerden kinderen lezen, schrijven en de catechismus; meisjes leerden er kantklossen. Vanaf de jaren zeventig van de twintigste eeuw vonden velen de weg naar het bezinningscentrum in het polderlandschap. De zusters namen ook bijkomende pastorale opdrachten op.